# PDCD4
PDCD4‏ (Programmed cell death 4) هوَ بروتين يُشَفر بواسطة جين PDCD4 في الإنسان.